# 普季切湖
普季切湖（俄语：Озеро Птичье），日治时期称皆别湖（日语：／），是萨哈林岛南部托尼诺-阿尼瓦半岛的咸水泻湖，海拔3米，面积0.8平方公里，与鄂霍次克海之间有约1公里长、100米宽、6米高的沙堤相隔，在东北部有40米宽的豁口与海相连。向北1.5公里是韦利堪角，向东南3.5公里是梅纳普齐角。皆别川流入湖内；春季常有洪水，冲毁豁口，湖面海拔最高可升至2米；上世纪60年代之前豁口在更南的位置。湖中间深，湖面呈海星形，低潮时南部底部露出。每年的11月中旬至12月中旬，湖面结冰，持续130至170天，冰最厚时可达1米，表层水温在8月份达到最高的近20℃；表层水淡，下层水的盐度接近海水；底部水最咸，盐度固定。